# سعد بن عمرو بن حرام
سعد بن عمرو بن حرام الخزرجي الأنصاري ( نحو 37 هـ - 657 م ): صحابي جليل، ومن الفرسان الشجعان. له صحبة، وشهد معركة أحد وما تلاها مع النبي محمد ﷺ. شهد حروب الردة في اليمامة مع خالد بن الوليد، ثم كان من الفاتحين الأوائل في الحملات العربية الإسلامية لتحرير العراق من السيطرة الساسانية الفارسية.
بعد انتهاء حروب الردة في اليمامة، كان سويد بن قطبة الذهلي يُغِير هو ورجال من قومه على الأبلة وسواد العراق، فلما قدم خالد بن الوليد الأبلة سنة 12 هـ، أعان خالد ومعه سعد ابن قطبة على حرب الأبلة، وفي ذلك قال أبو إسماعيل الأزدي: «فجعل خالد بن الوليد سويد بن قطبة في أصحابه، وبشير بن سعد في كتيبة، وجعل سعد بن عمرو بن حزام في العسكر».
شهد سعدًا مع خالد جميع فتوحه ومصالحته لأهل السواد والحيرة، وكانت آخر معاركهم عين التمر وصندوداء، ثم وجه أبي بكر الصديق خالدا إلى الشام، واستخلف على عين تمر ونواحيها من الأنبار سعد الأنصاري، وفي ذلك يقول أبو إسماعيل الأزدي: «إن خالدًا خرج من الحيرة فسار حتى أغار على الأنبار، ثم على صندوداء وخلف سعد بن عمرو بن حرام الأنصاري»، وقال البلاذري: «كتاب أَبِي بكر وافاه وهو بعين التمر وقد فتحها، فسار خَالِد من عين التمر فأتى صندوداء وبها قوم من كندة وإياد والعجم، فقاتله أهلها وخلف بها سَعْد بْن عَمْرو بْن حرام الأنصاري فولده اليوم بها».وحكى الطبري هذا الخبر على نحو ما ذكره أبو إسماعيل الأزدي والبلاذري.
بقي سعد بن عمرو على عسكر وحامية الأنبار من ثغور الشام إلى أن شهد معركة القادسية تحت لواء سعد بن أبي وقاص، وظل أميرًا على خراج وإدارة الأنبار في ولاية سعد بن أبي وقاص على العراق. ولقد بنيت مدينة الحديثة بأمر ابن عمرو بن حرام، وفيما بعد أمره ابن أبي الوقاص بشق نهر من الفرات إلى الأنبار.ويروي أهل السير والأخبار بأنهُ كان يغزي من الأنبار تخوم الشام في أواخر خلافة عمر بن الخطاب.وكان من أصحاب أمير المؤمنين علي بن أبي طالب، وقد ذكره ابن الكلبي وغيره فيمن شهد معركة صفين مع علي بن أبي طالب،وزعم أبو مخنف أن علي بن أبي طالب نزل عنده هو وبنوه وهو متوجه إلى صفين.

## نسبه
- سعد بن عمرو بن حرام بن عمرو بن زيد بن النعمان بن مالك بن ثعلبة بن كعب بن الخزرج بن الحارث بن الخزرج الأنصاريّ الخزرجيّ.[2]
- أخيه: الحارث بن عمرو بن حرام الأنصاري.[17][18]